# میلاتوویسی
میلاتوویسی (به صربی: Milatovići) یک روستا در صربستان است که در لوچانی واقع شده‌است.
 میلاتوویسی ۱۷٫۱۲ کیلومتر مربع مساحت و ۶۲۵ نفر جمعیت دارد و ۴۶۰ متر بالاتر از سطح دریا واقع شده‌است.